# Вершники (фільм, 1971)
Вершники (англ. The Horsemen) — американський пригодницький фільм 1971 року.

## Сюжет
Афганістан, початок двадцятого століття. У Кабулі влаштовується найбільший турнір з національної кінної гри Бузкаші або «захоплення козла». Переможець отримає звання найвправнішого вершника. Турсен вождь одного з афганських племен обіцяє синові Уразу віддати чудового коня на ім'я Джахіт, якщо той переможе. Змагання починаються і десятки вершників, піднявши хмари пилу, понеслися покругу і ось вже перемога близька, але в азарті сутички головний герой ламає ногу. Честь родини була втрачена. Його батько втратив багато грошей поставивши на свого сина. Щоб відновити сімейну честь і багатство, Ураз повинен знову навчитися їздити після травми. В умовах великих перешкод, і, незважаючи на глузування та зраду інших, він отримує шанс знову взяти участь у змаганнях.

## У ролях
| Актор              | Роль                  |
| ------------------ | --------------------- |
| Омар Шариф         | Ураз                  |
| Лі Тейлор-Янг      | Зарех                 |
| Джек Паланс        | Турсен                |
| Девід де Кейзер    | Мухі                  |
| Пітер Джеффрі      | Хаятал                |
| Мохаммад Шамсі     | Осман Бей             |
| Джордж Мерселл     | Мізрар                |
| Ерік Польман       | торговець в Кандагарі |
| Ісхак Бакс         | Амджад Кан            |
| Карлос Касаравілла | посланець             |
| Хосе Луїс Чінчілья | головний конюх        |
| Марк Коллеано      |                       |
| П. Де Кеведо       | Король                |